# Droga krajowa B35 (Niemcy)
Droga krajowa 35 (niem. Bundesstraße 35, B 35) – niemiecka droga krajowa przebiegająca  na osi północny zachód południowy wschód od skrzyżowania z drogą B9 na obwodnicy Germersheim w Nadrenii-Palatynacie, przez Bruchsal, Gondelsheim, Bretten do skrzyżowania z drogą B10 na obwodnicy Illingen w Badenii Wirtembergii.
Droga krajowa 35a (niem. Bundesstraße 35a, B 35a) przebiega w całości po terenie miasta Bruchsal na osi wschód zachód i stanowi połączenie drogi B35 z drogą B3 stanowiąc jednocześnie północną obwodnicę miasta. Droga ma ok. 2 km długości.

## Miejscowości leżące przy B35

### Nadrenia-Palatynat
Germersheim

### Badenia-Wirtembergia
Philippsburg, Graben-Neudorf, Karlsdorf, Bruchsal, Heidelsheim, Helmsheim, Gondelsheim, Bretten, Knittlingen, Maulbronn, Mühlacker, Illingen

## Historia
Droga stanowi część planowanej niegdyś autostrady A80, która miała prowadzić z Germersheimu przez Bruchsal, Stuttgart i Ulm do Senden w Bawarii. Plany budowy autostrady porzucono a gotowe już fragmenty stały się częścią B35.

## Opis trasy

### Nadrenia-Palatynat
Droga rozpoczyna swój bieg od bezkolizyjnego skrzyżowania z drogą krajową B9. Czteropasmowa szosa kieruje się na wschód jako północna obwodnica miasta. Po 1 km mija wyjazd do północnej części Germersheimu, po kolejnym przeprawia się przez Ren i opuszcza teren Nadrenii-Palatynatu.